# Emil Nolde
Ne doit pas être confondu avec Ernst Nolte.
Pour les articles homonymes, voir Nolde.
Emil Nolde, né Hans Emil Hansen le 7 août 1867 à Nolde (de), province du Schleswig-Holstein et mort le 13 avril 1956 à Seebüll, est un peintre expressionniste et un aquarelliste allemand.

## Biographie

### Enfance et formation
Fils de paysans du Schleswig, Emil Nolde pratique la sculpture ornementale avant de s'intéresser à la peinture. Il apprend le dessin à Karlsruhe, puis à Saint-Gall en Suisse où il l'enseigne jusqu'en 1897. Il part alors compléter sa formation à Munich, à Dachau, puis en 1899 à Paris, où il découvre les peintures classiques du Louvre et fréquente l'Académie Julian. Sa vie se partage ensuite entre Copenhague et Berlin et il séjourne souvent dans l'île d'Alsen. En 1902, il épouse Ada Vilstrup, rencontrée à Copenhague, de 12 ans sa cadette. Il découvre les tableaux de Vincent van Gogh et de Paul Gauguin à l'occasion d'expositions à Berlin et à Weimar, œuvres qui vont l'influencer profondément. Sa première toile connue, peinte en Suisse, date de 1895-1896 (Géants de la montagne).

### Carrière
Il commence à exposer dès 1906, notamment à Dresde où sa peinture à thématique campagnarde, avec un traitement des couleurs vives en pâte épaisse, enthousiasme les artistes du groupe Die Brücke (Le pont). Emil Nolde s'y inscrit à partir de 1906 sur une invitation de Karl Schmidt-Rottluff. La thématique de son œuvre est alors exclusivement florale et Nolde quitte le groupe fin 1907 pour des raisons de divergence d'opinion tout en conservant des liens d'amitié avec certains de ses membres.

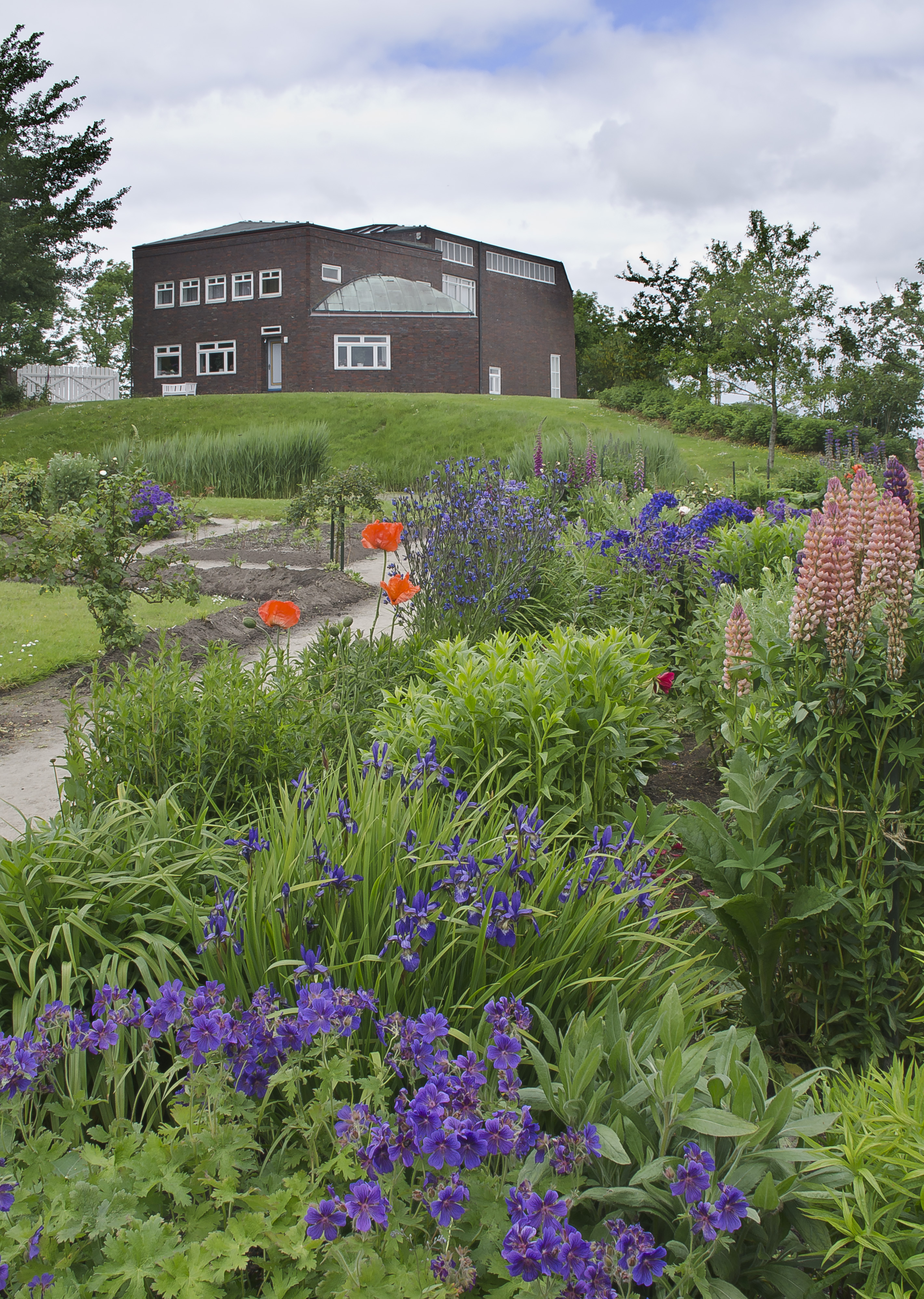
Maison Seebüll et jardin.

À partir de 1905, il s'installe à Berlin, d'abord quelques mois par an, en hiver. La vie urbaine et nocturne lui inspire de nombreux tableaux. Il y rencontre en 1907 le peintre Edvard Munch. Sa notoriété grandit et il s'inscrit à la Sécession berlinoise. Nolde est assez mal à l'aise dans ce milieu : ses toiles sont, de plus, régulièrement refusées par les expositions de ce groupe. Avec d'autres artistes (dont ceux de Die Brücke), il crée alors en réaction la nouvelle Sécession, dont la première exposition a lieu en 1910. Il est alors exclu de la Sécession. Les thèmes de ses tableaux évoluent, il aborde des sujets religieux, employant la même technique de couleurs pures en aplats. Il peint notamment un retable en neuf parties en 1911-1912 sur la vie du Christ. Il peint également de nombreuses marines dont certaines sont à la limite de l'abstraction. Il se passionne pour l'art primitif, et fréquente le Musée ethnologique de Berlin en 1911-1912, et en 1913 il entreprend un long voyage (dans un cadre d'expédition ethnographique officielle) qui commence par une traversée de la Sibérie en transsibérien et une visite du Japon, puis séjourne plusieurs mois dans des îles du Pacifique (dont la Nouvelle-Bretagne) où il peint de nombreux croquis et aquarelles. Il en reprend les thèmes dans plusieurs tableaux faits à son retour en Europe. Il arrive que Nolde détruise certaines de ses toiles quand elles ne lui plaisent pas.
Il se retire au début de la Première Guerre mondiale dans un village près de son lieu de naissance, puis à Seebüll où il finira ses jours en 1956.
En 1920, à la suite d'un référendum, le Schleswig septentrional, y compris son village natal, est rattaché au Danemark.
Seebüll reste allemand, mais Nolde devient citoyen danois.
Nolde retourne alors vers la peinture florale de sa jeunesse et les paysages.
En 1934, il adhère avec conviction au parti nazi,. Il est apprécié par Goebbels, amateur d'expressionnisme et certaines de ses aquarelles décorent son appartement. Une salle lui est consacrée à la galerie nationale de Berlin. Cependant son art est critiqué par Alfred Rosenberg qui a les faveurs d'Hitler en matière culturelle, et, dès 1937, il est tenu en suspicion par le régime : le 23 août 1941 Adolf Ziegler lui enjoint de cesser de peindre, ce qu'il refuse de faire. Nolde est alors expulsé de l'Académie des arts. Au cours de la campagne contre « l'Art dégénéré », un grand nombre de ses œuvres (1 052 exactement) exposées dans les musées allemands sont confisquées et certaines sont détruites sur ordre des nazis.
Il se retire alors à Seebüll et peint de très nombreuses aquarelles qu'il appelle ses « tableaux non-peints », en référence à l'interdiction d'exercer son art. {Après la guerre, il bénéficie de l'inversion de valeurs en art décalquée sur la politique et la société et est réhabilité plutôt comme artiste. Il reprend les grands formats et la peinture à huile, prenant comme modèles nombre de ses aquarelles des périodes troubles.
Paul Klee disait de lui : « Nolde est bien plus que lié au sol, il est aussi un démon de ces régions. Où que l'on se trouve se manifeste en permanence ce parent choisi, ce cousin des profondeurs. » 

### Un parcours controversé
Nolde a longtemps été considéré comme l'un des plus grands artistes de son époque. Éminent représentant de l'expressionnisme allemand, il était l'une des fiertés non seulement des amateurs d'art allemand, mais aussi de nombreuses personnalités influentes du monde politique. Joseph Goebbels et Albert Speer appréciaient son œuvre et étaient disposés à le promouvoir. Mais malgré son soutien au régime nazi, ses tableaux ne plaisent pas à Hitler : le style expressionniste flamboyant et tourmenté de Nolde ne correspond pas aux canons esthétiques du IIIe Reich. Au contraire, le régime promeut « l'art héroïque », une peinture néoclassique, académique et lisse qui symbolise l'art germanique pur. C'est ainsi qu’il se voit interdire de s'approvisionner en papier et pinceaux et se trouve classé parmi les artistes dégénérés, une humiliation qu'il vit très mal et un comble pour celui qui défendait un art allemand racialement pur.
La qualité incontestable de son travail a su séduire, plus près de nous, le chancelier Helmut Schmidt, qui possédait plusieurs de ses œuvres et organisa une exposition Nolde à la chancellerie à Bonn, en 1982, ainsi que le président Richard von Weizsäcker.
La chancelière Angela Merkel comptait aussi parmi ses admiratrices et deux tableaux de Nolde – Brecher (« Brisant », 1936) et Blumengarten (« Jardin de fleurs », 1915) ornaient son bureau. Alarmée par le résultat de recherches mettant l'accent sur l'antisémitisme virulent du peintre, elle fit décrocher ces tableaux. Cette décision de retirer les tableaux de Nolde de la Chancellerie fédérale a été considérée comme une fausse leçon d’allemand et un désir d’un art pur.
Lesdites recherches avaient été menées en préparation d'une rétrospective intitulée Emil Nolde – Une légende allemande. L'artiste sous le régime nazi, se tenant du 12 avril au 15 octobre 2019 au musée d'art contemporain de la Gare de Hambourg à Berlin. Après la mort du peintre en 1956, la Fondation Ada et Emil Nolde avait entretenu l'image d’un artiste persécuté par le nazisme, interdit de travailler, exclu du marché de l'art. Que Nolde ait admiré Hitler, qu'il soit entré au parti nazi NSDAP dès 1934, qu'il soit resté jusqu'à la fin de la guerre un national-socialiste convaincu étaient choses connues. Mais pas l'ampleur de son antisémitisme.
L'arrivée à la tête de la Fondation Ada et Emil Nolde d'un nouveau directeur, Christian Ring, en 2013, va changer les choses. Il ouvre aux historiens les archives du peintre, et les 25 000 à 30 000 documents qu'elles contiennent. Parmi ces historiens de l'art, se trouvent Bernhard Fulda et Aya Soika, auxquels le Musée d’art contemporain confie la tâche de travailler sur le rôle joué par le peintre sous le national-socialisme. « Nolde se voyait comme le plus important pionnier de la lutte anti-juifs au sein du monde artistique », précise Bernhard Fulda. « Il aimait se présenter comme un artiste méconnu, victime des artistes juifs avant 1933 ; victime des nazis après 1945. L'antisémitisme jouait chez lui un rôle central. Au point de vouloir proposer des solutions au « problème juif » qu'il voulait soumettre à Hitler, pour libérer l'Allemagne de ses juifs. Ou de dénoncer à Goebbels son collègue Max Pechstein, supposé juif à cause de son nom. Lorsque Pechstein, inquiet pour sa sécurité, lui a demandé des explications, Nolde s'est contenté de lui répondre que ses questions existentielles ne l'intéressaient pas. ».
L'exposition de Berlin a montré que l'antisémitisme de Nolde allait bien plus loin que ce qui était courant chez les artistes de l'époque.

### Ses œuvres
(sélection)
- 1908 : Blumengarten (« Jardin de fleurs ») ;
- 1912 : Le polyptyque Das Leben Christi (« La Vie du Christ »), comprenant le panneau central Kreuzigung Christi (« Crucifixion du Christ »), à la Fondation Nolde de Seebüll ;
- 1912 : Der Prophet (« Le Prophète ») xylographie ;
- 1914 : Tropenwald (« Forêt tropicale »), à la Kunsthalle de Bielefeld ;
- 1915 : Die Grablegung (« La Mise au tombeau ») ;
- 1915 : Südsee-Insulaner (« Indigène des mers du Sud ») lithographie ;
- 1919 : Das rotblonde Mädchen (« La Fille au cheveux roux ») ;
- 1919 : Nadja ;
- 1921 : Granadaaquarelle[11] ;
- 1936 : Brecher (« Brisant ») ;
- 1936 : Hohe See (« Haute Mer ») ;
- 1940 : Hohe Wogen (« Hautes Vagues ») ;
- 1942 : Großer Mohn, rot, rot, rot (« Coquelicots ») ;
- 1948 : Bewegtes Meer (« Mer agitée »).

La partie la plus connue de son œuvre reste ses tableaux de style expressionniste. Ses thématiques sont variées, allant du religieux aux paysages. Quelques thèmes sont plus développés, comme la danse ou les masques.
Emil Nolde a également souvent peint à l'aquarelle où il mêle aux couleurs étendues d'eau de l'encre de Chine ou de la craie. Il utilise particulièrement ces techniques durant la Seconde Guerre mondiale où il peint plus de 1300 œuvres.
Le peintre a eu une activité importante de gravure dont la lithographie. Ses premiers essais remontent à 1907. À partir de 1913, il peint directement sur la pierre, aboutissant aux œuvres les plus achevées. Il s'adonne également à l'eau-forte et à la gravure sur bois. Il n'a cependant guère poursuivi son œuvre gravé au-delà de 1926, même s'il existe une série de six planches datant de 1937.
Une seule toile est présente dans les collections françaises : Nature morte aux danseuses (1914), au Musée national d'art moderne, centre Georges Pompidou.

### Sa cote
- Nadja, un portrait expressionniste de 1919 a été vendu pour 2,15 millions d'euros. Ce tableau avait appartenu à l'éditeur allemand Ernst Rathenau qui l'avait laissé à Berlin au moment de sa fuite vers les États-Unis. Perdu en 1970, le tableau a été retrouvé fin 2006 dans un grenier.

## Filmographie
- Wilfried Hauke (de), Le regard blanc. Expressionnisme et colonialisme, documentaire, 53', 2021